# Dichocrocis acoluthalis
Dichocrocis acoluthalis är en fjärilsart som beskrevs av Reginald James West 1931.
Dichocrocis acoluthalis ingår i släktet Dichocrocis och familjen Crambidae. Inga underarter finns listade i Catalogue of Life.